# Enfield (Londen)
Enfield (London Borough of Enfield) is een Engels district of borough in de regio Groot-Londen, gelegen in het noorden van de metropool. De borough telt 334.000 inwoners. De oppervlakte bedraagt 81 km².
Van de bevolking is 13,8% ouder dan 65 jaar. De werkloosheid bedraagt 4,1% van de beroepsbevolking (cijfers volkstelling 2001).

## Wijken in Enfield
- Arnos Grove
- Cockfosters
- Enfield Town
- Palmers Green
- Southgate
- Winchmore Hill

## Bekende inwoners van Enfield

### Geboren
- Lenny Davidson (1944), gitarist van The Dave Clark Five
- Steve Sedgley (1968), voetballer
- Mikele Leigertwood (1982), voetballer uit Antigua en Barbuda
- Christina Chong (1983), actrice en zangeres
- Ritchie Edhouse (1983), darter
- Charlotte Dujardin (1985), dressuurruiter
- Henri Lansbury (1990), voetballer
- Ryan Mason (1991), voetballer
- Kevin Stewart (1993), voetballer
- Joshua Onomah (1997), voetballer